# Kabinett Grävell

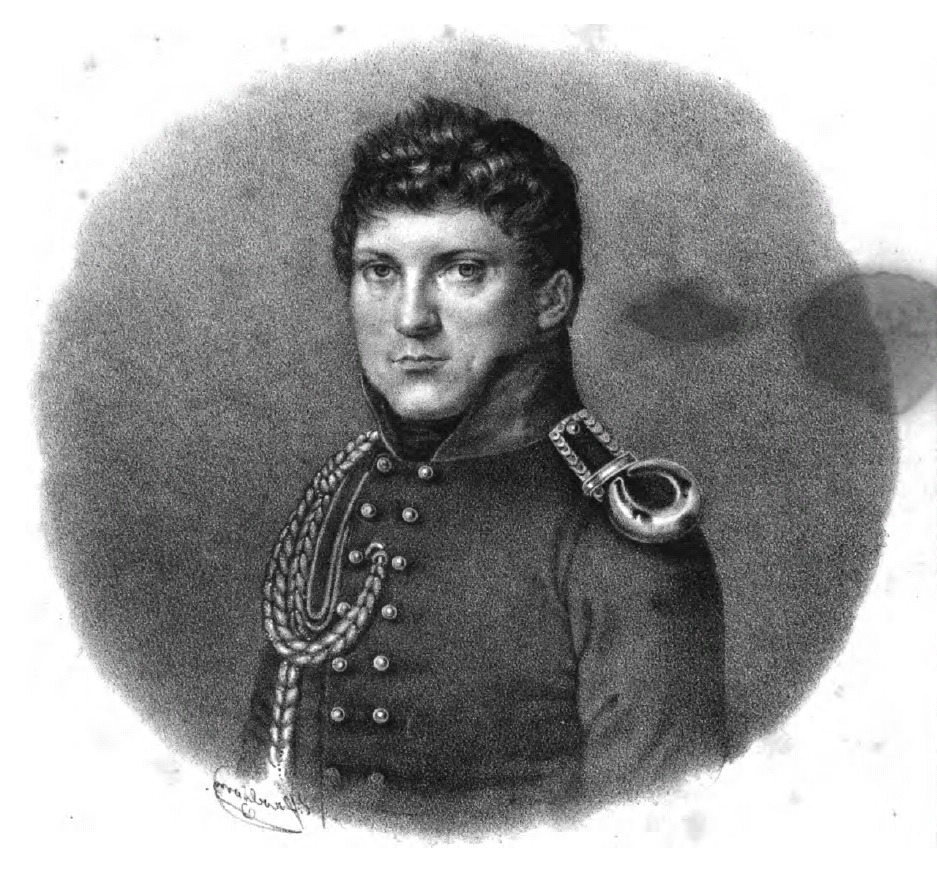
Maximilian Karl Friedrich Wilhelm Grävell

Das Kabinett Grävell war das vorletzte, nur wenige Tage bestehende Gesamt-Reichsministerium der Provisorischen Zentralgewalt des Deutschen Reiches von 1848/1849. Es stand unter der Führung von Maximilian Karl Friedrich Wilhelm Grävell. Grundlage für ihre Ernennung und Arbeit war das Reichsgesetz über die Einführung einer provisorischen Zentralgewalt für Deutschland.  

## Geschichte
Vorgänger war das Kabinett Gagern. Nach dem Rücktritt Gagerns setzte der Reichsverweser Johann den großdeutschen Konservativen Maximilian Karl Friedrich Wilhelm Grävell (Kabinett Grävell) ein. Ein Misstrauensvotum am 17. Mai wurde mit nur zwölf Gegenstimmen angenommen. Bereits am 3. Juni 1849 wechselte der Vorsitz zum Reichskriegsminister August Ludwig zu Sayn-Wittgenstein-Berleburg (Kabinett Wittgenstein). Die übrigen Kabinettsmitglieder blieben dieselben, das Amt des Reichsministers des Innern übernahm der Reichsminister der Justiz Johann Hermann Detmold. 
Zu der Reichszentralgewalt gehörte neben den Ministern noch der Reichsverweser. Auch Unterstaatssekretäre sind ernannt worden, um das Reichsministerium (die Regierung) nicht zu vergrößern. Wie damals üblich war der Ministerpräsident einer der Fachminister, der zusätzlich den Vorsitz des Ministerrats führte. 

## Liste der Minister
Ministerpräsident und Reichsminister des Innern:
- Maximilian Karl Friedrich Wilhelm Grävell (16. Mai 1849 bis 3. Juni 1849)

Reichsminister:
- Reichsminister der auswärtigen Angelegenheiten: August Jochmus (16. Mai 1849 bis 3. Juni 1849)
- Reichsminister des Krieges: August Fürst zu Sayn-Wittgenstein-Berleburg (21. Mai 1849 bis 3. Juni 1849)
- Reichsminister der Justiz: Johann Hermann Detmold (16. Mai 1849 bis 3. Juni 1849)
- Reichsminister der Finanzen: Ernst Merck (16. Mai 1849 bis 3. Juni 1849)
- Reichsminister der Marine: August Jochmus (22. Mai 1849 bis 3. Juni 1849)

Ministerialbeamte:
- Ministerialsekretär im Reichsministerium des Innern: Gustav Moritz Getz (29. August 1848 bis 20. Dezember 1849)
- Ministerialregistrator und Archivar im Reichsministerium des Innern: Johann Daniel Leutheußer (12. Juli 1848 bis 20. Dezember 1849)
- Kanzleidirektor im Reichsministerium des Innern: Johann Gottfried Radermacher (1. Juni bis 20. Dezember 1849)
- Ministerialrat im Reichsministerium des Innern: Ernst Johann Hermann von Rauschenplat (20. Oktober 1848 bis 20. Dezember 1849)
- Expeditsdirektor im Reichsministerium des Innern: Joseph Rausek (27. Juli 1848 bis 20. Dezember 1849)
- Ministerialsekretär im Reichsministerium des Innern: Friedrich Damian Freiherr von Schütz zu Holzhausen (5. Oktober 1848 bis 3. Juni 1849)